# Gud oss hjälper att modigt strida
Gud oss hjälper att modigt strida är en sång från 1886 med text av William Pearson och musik av Herbert Booth. Sången översattes till svenska 1888 av Peter August Wanngård

## Publicerad i
- Nya Stridssånger 1889 som nr 37
- Musik till Frälsningsarméns sångbok 1907 som nr 215.
- Frälsningsarméns sångbok 1929 som nr 412 under rubriken "Strid och verksamhet - Under striden".
- Frälsningsarméns sångbok 1968 som nr 451 under rubriken "Strid Och Verksamhet - Kamp och seger".
- Frälsningsarméns sångbok 1990 som nr 616 under rubriken "Strid och kallelse till tjänst".